# Crookston, Minnesota
Crookston är administrativ huvudort i Polk County i Minnesota. Enligt 2010 års folkräkning hade Crookston 7 891 invånare.

## Kända personer från Crookston
- Joseph H. Ball, politiker
- John Noah, ishockeyspelare